# NGC 1024
NGC 1024 è una vasta galassia a spirale situata nella costellazione dell'Ariete, a una distanza di circa 37 milioni di anni luce dalla nostra Via Lattea.

## Scoperta
La galassia è stata scoperta il 18 settembre 1786 dall'astronomo britannico di origine tedesca William Herschel.

## Descrizione
NGC 1024 ha una classe di luminosità I-II e presenta una larga riga a 21 cm dell'idrogeno neutro. È stata utilizzata da Halton Arp come esempio di galassia eterogenea nel suo Atlas of Peculiar Galaxies.
Data la sua luminosità superficiale pari a 14,02, NGC 1024 può essere classificata come una galassia a bassa luminosità superficiale (nella letteratura in lingua inglese abbreviata in LSB, acronimo di Low Surface Brightness). Le galassie LSB sono galassie di tipo diffuso (D) con una luminosità superficiale inferiore di almeno una magnitudine a quella del cielo notturno circostante

## Gruppo di NGC 1024

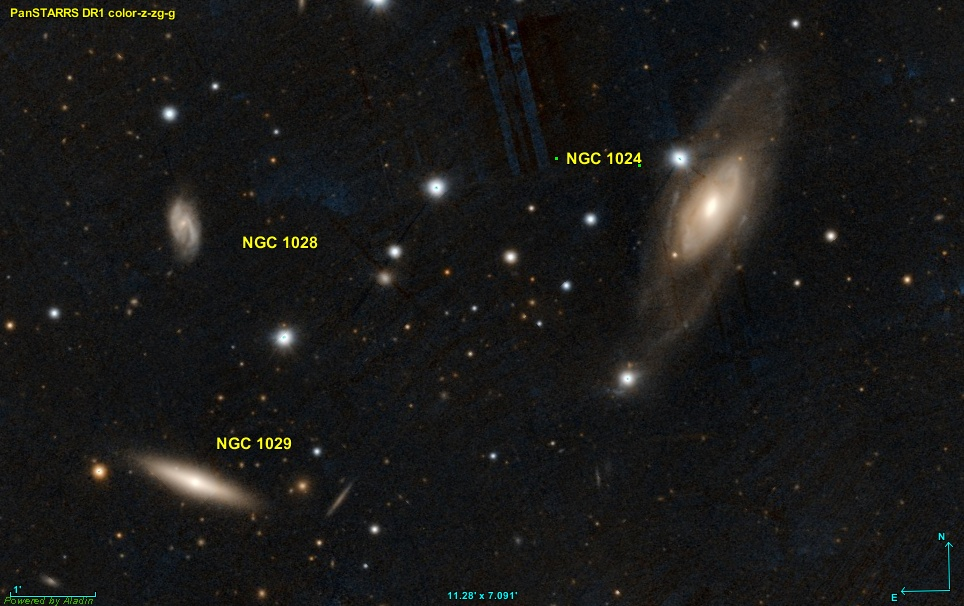
NGC 1024, NGC 1028 e NGC 1029.

NGC 1024 è la più vasta e la più luminosa di un gruppo di tre galassie che porta il suo nome. Le altre due galassie del Gruppo di NGC 1024 sono NGC 990 e NGC 1029.
Secondo lo studio di Mahtessian, NGC 1024 e NGC 1029 formano una coppia di galassie.